# Penélope Cruz
Penélope Cruz Sánchez (Alcobendas, Madrid, 1974. április 28. –) Oscar-díjas spanyol színésznő.

## Fiatalkora és tanulmányai
A Spanyolországon kívül „csodálatos spanyol nőként” ismert Penélope Cruz, Eduardo Cruz autószerelő és Encarna Sánchez fodrásznő gyermekeként született. Hatéves korától klasszikus balettet tanult a spanyol nemzeti konzervatóriumban. Később, miután 15 évesen háromszáz másik jelentkező előtt megnyert egy tehetségkutató versenyt, felhagyott a tánccal, otthagyta az iskolát, és minden idejét induló színészkarrierjének szentelte. Jöttek is sorban a reklámszerepek, a tévéfellépések, majd az első filmszerepek is. 

## Pályafutása
Az igazi áttörést az jelentette számára, amikor a sztárrendező, Pedro Almodóvar felfedezte magának. Hiszen ha valaki az ő filmjeiben szerepel, annak nemcsak díjesőkre van jó esélye, hanem arra is, hogy Hollywood is érdeklődni kezdjen iránta.
Penélope Cruz Európában és az Amerikai Egyesült Államokban ért el jelentős sikereket spanyol, olasz, francia és angol nyelven játszódó alakításaival. Számos spanyol és nemzetközi filmdíjnak a tulajdonosa. Ő az egyetlen spanyol színésznő, akinek sikerült Hollywoodban befutnia és hosszabb időn keresztül az amerikai filmipar élvonalában dolgoznia. Cruz egyben az első spanyol színésznő, akit – a legjobb női főszereplő kategóriában Pedro Almodóvar Volver című filmjében nyújtott produkciójáért – az Oscar-díjra és az Golden Globe-díjra is jelöltek. Később a Vicky Cristina Barcelonában alakított szerepéért meg is kapta a legjobb női mellékszereplőnek járó Oscar-díjat.

## Magánélete
Penélopénak két vér szerinti testvére van: Eduardo, aki zenész és énekes, valamint Mónica, aki szintén színésznő és balerina az Egy lépés előre című sorozatban. 2012-ben édesapja második házasságában pedig megszületett féltestvére, Salma.
Mónica nagyon hasonlít Penélopéra. A lánytestvérek szerepeltek együtt Eduardo egyik klipjében is. Barátaik listáján olyan ismert filmsztárok és énekeseket találhatóak, mint Salma Hayek, Ashton Kutcher, Demi Moore, Puff Daddy, Scarlett Johansson, Antonio Banderas, Shakira, Kate Winslet és Johnny Depp. Penélope Cruz négy nyelven beszél: spanyolul, angolul, franciául és olaszul.
Eddigi sikerei alaposan megváltoztatták Penélope életét. Immár hét éve vegetáriánus, és sokat jótékonykodik. Évekig egy spanyol zenésszel járt, akit a férfi együttesének egyik klipforgatásán ismert meg. Csak akkor szakított vele, amikor a Vanília égbolt című film forgatása közben összejött Tom Cruise-zal. Vele három évig volt együtt, majd a Szahara című film forgatásán véget ért a románc. Majdnem egy évig Matthew McConaughey-val járt, majd rövid ideig Orlando Bloom barátnője volt. 
2008 eleje óta Javier Bardem spanyol színésszel él, aki 2010 júliusában feleségül vette a Bahamákon. A házaspárnak két gyermeke van: fiuk, Leo Encinas Cruz 2011. január 22-én, a kislányuk, Luna Encinas Cruz 2013. július 22-én született.

## Reklám
Penélope Cruz számos márkának reklámozott, mint például a L'Orealnak. Húgával együtt a spanyol Mango divatcéget népszerűsítik, továbbá közreműködtek egy ruhakollekció elkészítésében. 2000-ben a #15 lett a Maxim magazin a világ 100 legszexisebb nője listán.

## Filmográfia

### Film
| Év   | Magyar cím                                 | Eredeti cím                                 | Szerep                 | Magyar hang         |
| ---- | ------------------------------------------ | ------------------------------------------- | ---------------------- | ------------------- |
| 1992 | Sonka, sonka                               | Jamón, jamón                                | Silvia                 | Rudolf Teréz        |
| 1992 | Belle époque                               | Belle époque                                | Luz                    | Huszárik Kata       |
| 1993 |                                            | Per amore, solo per amore                   | Mary                   |                     |
| 1993 |                                            | El Laberinto griego                         | Elise                  |                     |
| 1993 |                                            | La Ribelle                                  | Enza                   |                     |
| 1994 |                                            | Alegre ma non troppo                        | Salomé                 |                     |
| 1994 |                                            | Todo es mentira                             | Lucía                  |                     |
| 1995 |                                            | Entre rojas                                 | Lucía                  |                     |
| 1995 |                                            | El efecto mariposa                          | parti vendége          |                     |
| 1996 |                                            | La Celestina                                | Melibea                |                     |
| 1996 | Boszorkányok                               | Brujas                                      | Patricia               |                     |
| 1996 |                                            | Más que amor, frenesí                       | Laura                  |                     |
| 1997 |                                            | El amor perjudica seriamente la salud       | fiatal Diana           |                     |
| 1997 | Nyisd ki a szemed                          | Abre los ojos                               | Sofía                  | Németh Borbála      |
| 1997 | Eleven hús                                 | Carne trémula                               | Isabel Plaza Caballero | Urbán Andrea        |
| 1997 | A megtalált paradicsom                     | Et hjørne af paradis                        | Doña Helena            |                     |
| 1998 | Álomlány                                   | La niña de tus ojos                         | Macarena Granada       |                     |
| 1998 | Hi-Lo Country                              | The Hi-Lo Country                           | Josepha O`Neil         | Zsigmond Tamara     |
| 1998 | Angyalok beszéde                           | Talk of Angels                              | Pilar                  | Somlai Edina        |
| 1998 | Don Juan                                   | Don Juan                                    | Mathurine              | Horváth Lili        |
| 1998 | Vissza a jelenbe!                          | The Man with Rain in His Shoes              | Louise                 | Kökényessy Ági      |
| 1999 | Mindent anyámról                           | Todo sobre mi madre                         | María Rosa Sanz nővér  | Majsai-Nyilas Tünde |
| 1999 | Meztelen Maya                              | Volavérunt                                  | Pepita Tudó            | Majsai-Nyilas Tünde |
| 2000 | Vad lovak                                  | All the Pretty Horses                       | Alejandra Villarreal   | Németh Borbála      |
| 2000 | Terítéken a nő                             | Woman on Top                                | Isabella Oliveira      | Tóth Ildikó         |
| 2001 | Betépve                                    | Blow                                        | Mirtha Jung            | Németh Borbála      |
| 2001 | Bokszmeccs a lélekért                      | Don't Tempt Me                              | Carmen Ramos           | Németh Borbála      |
| 2001 | Corelli kapitány mandolinja                | Captain Corelli's Mandolin                  | Pelagia                | Murányi Tünde       |
| 2001 | Vanília égbolt                             | Vanilla Sky                                 | Sofia Serrano          | Murányi Tünde       |
| 2002 | Négyen résen                               | Waking Up in Reno                           | Brenda                 | Kisfalvi Krisztina  |
| 2003 | Az utolsó akkord                           | Masked and Anonymous                        | Pagan Lace             | Németh Borbála      |
| 2003 | Tulipános Fanfan                           | Fanfan la Tulipe                            | Adeline La Franchise   | Németh Borbála      |
| 2003 | Gothika                                    | Gothika                                     | Chloe Sava             | Németh Borbála      |
| 2004 | Nézz az égre!                              | Head in the Clouds                          | Mia                    | Németh Borbála      |
| 2004 | Karácsony                                  | Noel                                        | Nina Vasquez           | Horváth Lili        |
| 2004 | Ne menj el!                                | Non ti muovere                              | Italia                 | Peller Anna         |
| 2004 | Ne menj el!                                | Non ti muovere                              | Italia                 | Pikali Gerda        |
| 2005 | Szahara                                    | Sahara                                      | Dr. Eva Rojas          | Majsai-Nyilas Tünde |
| 2005 | Kromofóbia                                 | Chromophobia                                | Gloria                 | Németh Borbála      |
| 2006 | Las Bandidas                               | Bandidas                                    | María Álvarez          | Kéri Kitty          |
| 2006 | Volver                                     | Volver                                      | Raimunda               | Kéri Kitty          |
| 2007 | Az álomnő                                  | The Good Night                              | Anna                   | Kéri Kitty          |
| 2008 | Elégia                                     | Elegy                                       | Consuela Castillo      | Kéri Kitty          |
| 2008 | Vicky Cristina Barcelona                   | Vicky Cristina Barcelona                    | María Elena            | Németh Borbála      |
| 2008 | Manolete – Az arénában isten               | Manolete                                    | Antoñita "Lupe" Sino   | Németh Borbála      |
| 2009 | G-Force – Rágcsávók                        | G-Force                                     | Juarez (hangja)        | Peller Mariann      |
| 2009 | Megtört ölelések                           | Broken Embraces                             | Magdalena Rivera       | Németh Borbála      |
| 2009 | Kilenc                                     | Nine                                        | Carla Albanese         | Németh Borbála      |
| 2010 | Szex és New York 2.                        | Sex and the City 2                          | Carmen García Garrón   |                     |
| 2011 | A Karib-tenger kalózai: Ismeretlen vizeken | Pirates of the Caribbean: On Stranger Tides | Angelica Malón         | Kéri Kitty          |
| 2012 | Rómának szeretettel                        | To Rome with Love                           | Anna                   | eredeti nyelven     |
| 2012 | Világra jőve                               | Venuto al mondo                             | Gemma                  |                     |
| 2013 | Szeretők, utazók                           | Los amantes pasajeros                       | Jessica                | Németh Borbála      |
| 2013 | A jogász                                   | The Counselor                               | Laura                  | Németh Borbála      |
| 2015 | Mama                                       | Ma ma                                       | Magda                  | Kéri Kitty          |
| 2016 | Agyas és agyatlan                          | Grimsby                                     | Rhonda George          | Kéri Kitty          |
| 2016 | Zoolander 2.                               | Zoolander 2                                 | Valentina Valencia     | Pikali Gerda        |
| 2016 | Spanyolország királynője                   | La reina de Espana                          | Macarena Granada       |                     |
| 2017 | Gyilkosság az Orient expresszen            | Murder on the Orient Express                | Pilar Estravados       | Németh Borbála      |
| 2017 | Escobar                                    | Loving Escobar                              | Virginia Vallejo       | Botos Éva           |
| 2018 | Mindenki tudja                             | Everybody Knows                             | Laura                  | Németh Borbála      |
| 2019 | Fájdalom és dicsőség                       | Dolor y Gloria                              | Jacinta                | Németh Borbála      |
| 2019 | Wasp Network – Az ellenállók               | Wasp Network                                | Olga Gonzalez          | Németh Borbála      |
| 2021 | Párhuzamos anyák                           | Madres paralelas                            | Janis Martínez Moreno  | Németh Borbála      |
| 2021 | Út a díjesőig                              | Competencia oficial                         | Lola Cuevas            | Botos Éva           |
| 2022 | 355                                        | The 355                                     | Graciela Rivera        | Németh Borbála      |
| 2022 |                                            | En los márgenes                             | Azucena                |                     |
| 2022 | Végtelenség                                | L'immensità                                 | Clara                  |                     |
| 2023 | Ferrari                                    | Ferrari                                     | Laura Ferrari          | Németh Borbála      |

### Televízió
| Év   | Magyar cím           | Eredeti cím                                               | Szerep                                  | Megjegyzések           |
| ---- | -------------------- | --------------------------------------------------------- | --------------------------------------- | ---------------------- |
| 1991 | Rózsaszín sorozat    | Softly from Paris                                         | Daphné / Javotte / Juliette             | 1 epizód               |
| 1992 | Csapdában            | Framed                                                    | Lola Del Moreno                         | minisorozat (3 epizód) |
| 2018 | American Crime Story | The Assassination of Gianni Versace: American Crime Story | Donatella Versace                       | főszereplő (5 epizód)  |
| 2020 |                      | Home Movie: The Princess Bride                            | Humperdinck herceg / Buttercup hercegnő | minisorozat (1 epizód) |